# Kasangela Torres
Kasangela Torres – wenezuelska zapaśniczka w stylu wolnym. Brązowa medalistka mistrzostw panamerykańskich w 2014 roku.